# Aulàs
El poble d'Aulàs pertany a l'antic terme d'Espluga de Serra, agregat el 1970 al terme municipal de Tremp. Administrativament pertany a la comarca del Pallars Jussà, tot i que geogràficament és de la de l'Alta Ribagorça.
Té església, dedicada a Sant Martí, que depenia de Santa Maria de Sapeira. Està documentada l'existència d'un castell a Aulàs, del qual actualment no en queda res.
En el Fogatge del 1553 hi consten 7 focs, és a dir, una quarantena d'habitants.
Entre 1812, a ran de l'aplicació de la Constitució de Cadis, i febrer del 1847, Aulàs formà ajuntament, que desaparegué en fixar-se que el nombre de veïns (caps de família) havia de sobrepassar els 30, per mantenir la independència municipal. En aquell moment s'uní a Espluga de Serra, juntament amb Castellet, Casterner de les Olles, Llastarri, els Masos de Tamúrcia i la Torre de Tamúrcia.

## Etimologia
Aulàs, antigament Aulars és un derivat col·lectiu equivalent al diminutiu Aulet. Tots dos deriven de noms de lloc que indiquen una determinada població botànica, i són equivalents. Dos són els possibles orígens: el llatí ebulum, que dona el romànic évol, i el llatí ilicem, que dona el romànic alzina. Les dues són espècies presents en el territori, tot i que prou diferents: l'évol és una planta herbàcia, i l'alzina, un arbre.
Aulàs significaia, doncs, el lloc poblat d'évols o d'alzines. És impossible precisar més, ja que l'evolució dels dos topònims va a parar a la mateixa solució en català actual. La pèrdua de la -r de la forma antiga (Aulars) està documentada des de molt antic, per la qual cosa és perfectament acceptable l'ortografia actual, sense -r, d'aquest topònim.

## Història
El 1787 consta, dins del Corregiment de Talarn, amb 15 habitants, i el 1831 torna a constar altre cop amb 15 habitants; vers 1900 són esmentats a Aulàs 11 edificis, amb 22 habitants. El 1960 encara hi constaven 32 habitants, que el 2006 han quedat reduïts a 15, havent passat una etapa de despoblament absolut a la dècada dels 90 del segle xx.
Al segle xvii, juntament amb la Torre de Tamúrcia, formà part dels territoris dels comtes d'Erill (successors dels barons d'Erill, en haver ascendit en rang els antics barons al títol de comte). El 1831 consta com a senyoriu dels Perucho.
Pascual Madoz passà per Aulàs vers l'any 1845 i informa dels següents detalls del poble: no té ajuntament propi, però sí alcalde elegit pels veïns. Consta de 4 cases d'un sol pis i mala construcció, a més de l'església parroquial, que depèn de Sapeira. El terreny és muntanyós, trencat i ple de matoll, a més d'un petit bosc. S'hi recollia blat, una mica d'ordi, moltes patates i bastant de pastura a més d'una mica d'hort al llit dels barrancs que duen aigua. La terra s'ha de treballar en alternança, sense poder mantenir productius els camps més de 4 o 5 anys. Hi ha poc bestiar d'ovelles, cabres i bous, per a llaurar. Hi ha caça abundant, de conills i perdius. Hi ha també bastants llops. En total són 3 veïns (caps de casa) i 11 ànimes (habitants).